# Frank Coraci
Frank Coraci (ur. 3 lutego 1966 w Shirley) – amerykański reżyser filmowy i scenarzysta. Najbardziej znany z komedii nakręconych z Adamem Sandlerem w roli głównej, w tym m.in. Klik: I robisz, co chcesz (2006) i Rodzinne rewolucje (2014).

## Wybrana filmografia
- 1996: Wyrok za niewinność (Murdered Innocence)
- 1998: Od wesela do wesela
- 1998: Kariera frajera
- 2004: W 80 dni dookoła świata
- 2006: Klik: I robisz, co chcesz
- 2011: Heca w zoo
- 2012: Mocne uderzenie
- 2014: Rodzinne rewolucje
- 2015: The Ridiculous 6
- 2018: Gorący eter (Hot Air)[2]